# Quemigny-sur-Seine
Quemigny-sur-Seine ist eine Gemeinde im französischen Département Côte-d’Or in der Region Bourgogne-Franche-Comté. Cuminiaculiens bzw. Cuminiaculiennes werden ihre Bewohner genannt.

## Geographie

### Lage
Quemigny-sur-Seine liegt am Oberlauf der Seine, rund 50 Kilometer nordwestlich von Dijon. Zum namengebenden Ort gehören auch die beiden Weiler Cosne (im Norden) und Quemignerot (im Süden). Diese beiden Weiler sind größer als Quemigny-sur-Seine selbst.
Das Gemeindegebiet ist ländlich geprägt, Viehzucht und Milchwirtschaft sind Haupterwerbszweige.

### Angrenzende Gemeinden
Im Norden:      Meulson 3,6 km

Im Nordwesten:  Bellenod-sur-Seine 4,2 km

Im Westen:     	Magny-Lambert 7,1 km

Im Südwesten:	Ampilly-les-Bordes 4,5 km

Im Süden:       Baigneux-les-Juifs 7,2 km

Im Südosten:   	Duesme 2,5 km

Im Osten:      	Aignay-le-Duc 4,9 km

Im Nordosten:   Beaunotte 3,5 km

## Bevölkerungsentwicklung
| Jahr                       | 1962 | 1968 | 1975 | 1982 | 1990 | 1999 | 2007 | 2016 |
| Einwohner                  | 230  | 195  | 151  | 130  | 136  | 131  | 118  | 95   |
| Quellen: Cassini und INSEE |      |      |      |      |      |      |      |      |

## Sehenswürdigkeiten
- Schloss Quemigny

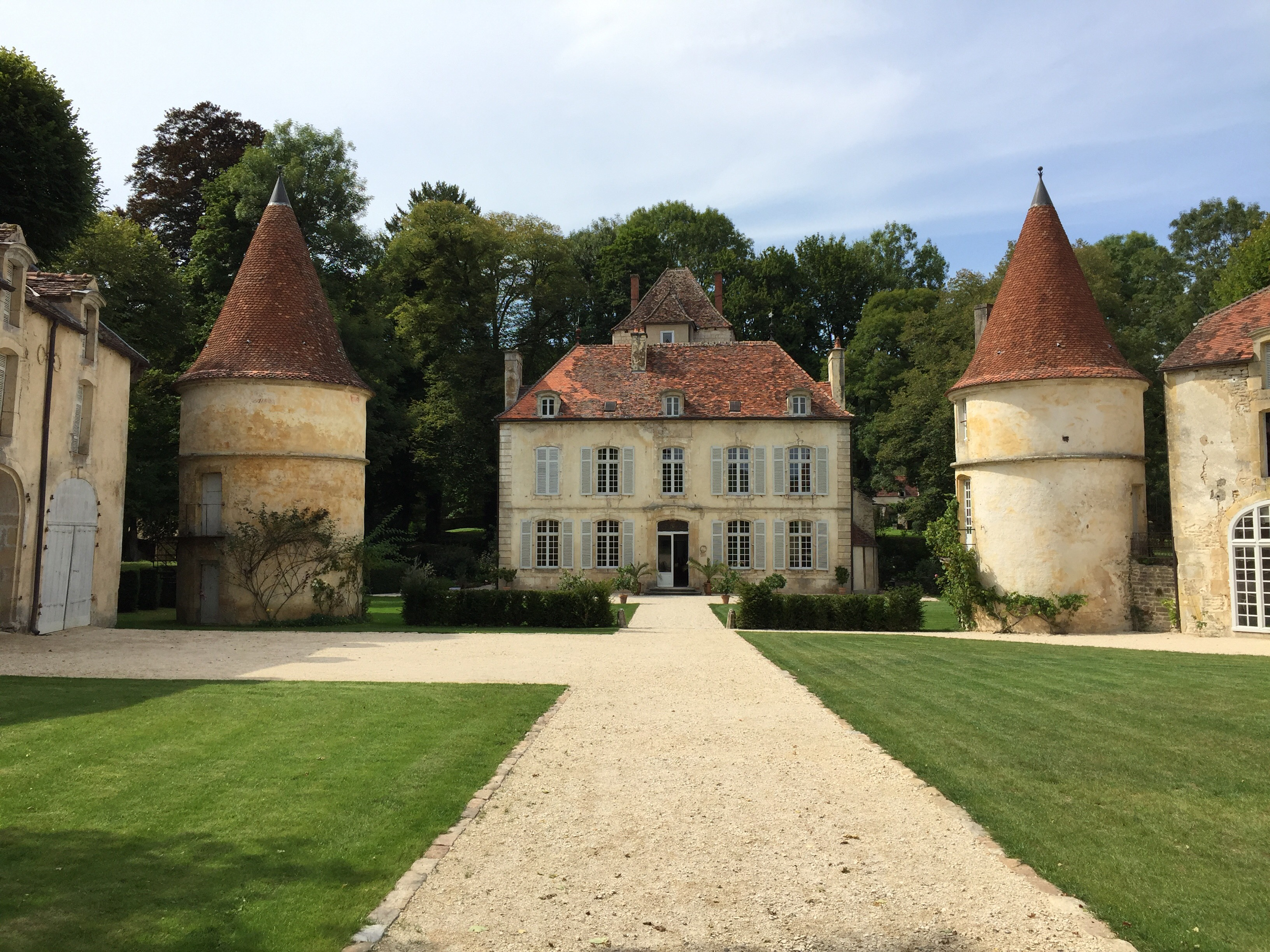
Schloss

Den Kern bildet ein stattlicher Turm aus dem 13. Jahrhundert. Zwei Rundtürme im Vorhof sind Erweiterungsbauten aus dem 16. Jahrhundert. In einem ist der ursprüngliche Taubenschlag erhalten, im anderen elegante Wohnräume. Das Hauptgebäude stammt aus dem 18. Jahrhundert. Das Schloss ist in Privatbesitz. Es steht seit 1975 unter Denkmalschutz.
In Quemignerot steht ein altes Waschhaus (Lavoir), welches neulich restauriert worden ist. Interessant auch die Kapelle aus dem 13. Jahrhundert.